# Giardino nazionale di Atene
Il giardino nazionale di Atene (in greco Εθνικός Κήπος?, formalmente "Giardino reale") è un parco pubblico di 15,5 ettari nel centro della capitale greca. Situato nei pressi dell'edificio del Parlamento ellenico, dietro piazza Syntagma, lungo il viale Vasilissis Sofias, prosegue verso la zona dove è ubicato lo Zappeion, di fronte allo stadio Panathinaiko dei Giochi della I Olimpiade. Il giardino racchiude anche alcune antiche rovine, tamburelli e capitelli corinzi di colonne, mosaici, e altre caratteristiche. Sul lato sud-est si trovano i busti in marmo di Giovanni Capodistria, il primo governatore della Grecia, e di Jean-Gabriel Eynard. Sul lato sud sono situati i busti del celebre poeta greco Dionysios Solomos, autore dell'inno nazionale greco, e di Aristotelis Valaoritis.

## Storia
La realizzazione dei giardini reali fu commissionata dalla regina Amalia nel 1838 e completata nel 1840. Furono progettati dall'architetto tedesco agronomo Frederick Schmidt, che ha importato oltre 500 specie di piante e una varietà di animali tra cui pavoni, anatre e tartarughe. Per molte delle piante il clima secco del Mediterraneo si è rivelato troppo duro e non sono sopravvissute, mentre gli animali continuano a prosperare. Il giardino superiore, dietro il Palazzo Vecchio, è stato recintato ed è stato il rifugio privato del re e della regina.
Nel 1878, l'architetto danese Theophil Freiherr von Hansen progettò la sala Zappeion in stile neoclassico. È stato chiamato dopo Evangelis Zappas, un uomo d'affari epirota determinante per l'avvio degli Giochi olimpici Zappian, precursori dei moderni Giochi Olimpici. Lo Zappeion è stato il villaggio olimpico per l'estate 1896 Olimpiadi di Atene e fu utilizzato anche come luogo per gli eventi di scherma. A partire dal 1920, l'area di fronte al Zappeion era un centro importante del trasporto per tram e autobus. Oggi è utilizzato per mostre pubbliche. Henry Miller scrisse nel 1939:

## Galleria d'immagini

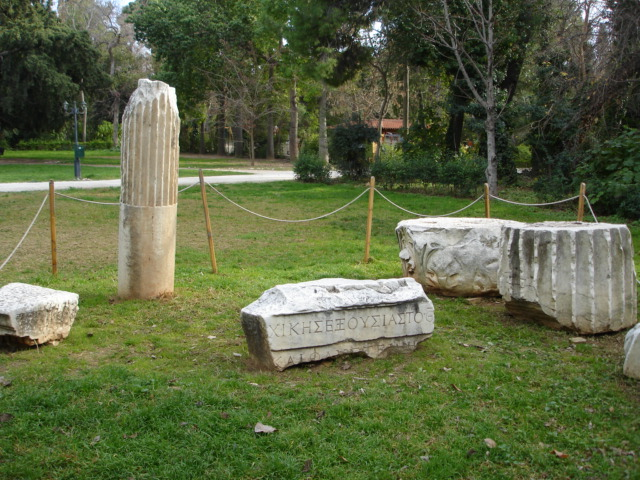
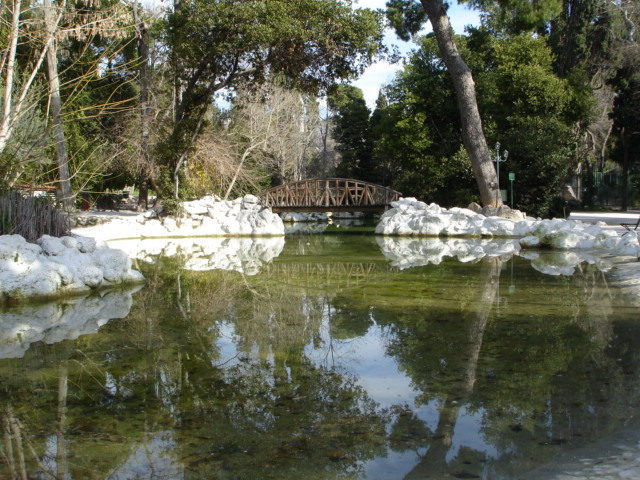